# Ghiță Licu
Gheorghe "Ghiță" Licu, född 1 december 1945 i Fierbinți (nuvarande Șelaru) i Dâmbovița, död 8 april 2014, var en rumänsk handbollsspelare (mittsexa) och handbollstränare.
Gheorghe Licu var med och tog OS-brons 1972 i München och därefter OS-silver 1976 i Montréal.
Gheorghe Licu var far till handbollsspelaren och tränaren Robert Licu (född 1969).